# Montferrat (Isère)
Montferrat település Franciaországban, Isère megyében. Lakosainak száma 1839 fő (2022. január 1.). Montferrat Saint-Sulpice-des-Rivoires, Bilieu, Les Abrets-en-Dauphiné és Villages du Lac de Paladru községekkel határos.

## Népesség
A település népességének változása:
| Lakosok száma | 669  | 981  | 1249 | 1430 | 1696 | 1767 | 1786 | 1833 | 1843 | 1839 |
|               | 1968 | 1982 | 1990 | 2006 | 2013 | 2015 | 2017 | 2019 | 2020 | 2022 |